# Claude Jeannerot
Pour les articles homonymes, voir Jeannerot.
Claude Jeannerot, né le 10 avril 1945 à Besançon, est un homme politique français, membre du parti socialiste.

## Biographie

### Formation et parcours professionnel
Après des études secondaires, classiques, et une formation supérieure en philosophie et psychologie, il occupe un premier emploi d'éducateur. Il réussit le concours d'entrée à l'ANPE, où il effectue l'essentiel de sa carrière, comme conseiller professionnel à l'agence du Havre, puis chargé de mission auprès du directeur général, délégué départemental dans le Doubs en 1977, enfin directeur régional en Franche-Comté en 1983. Il entre à l'AFPA en 1988 comme directeur régional, avant de devenir directeur général adjoint de cet organisme comptant près de 10 000 salariés.

### Parcours politique

#### Mandats locaux
Il intègre en 1989 la liste conduite par Robert Schwint aux élections municipales de Besançon. Élu, il est alors nommé adjoint chargé du volet solidarité et action avant de se voir confier à partir de 1995 le développement économique et le tourisme jusqu'en 1998. Membre du PS depuis 1992, il est élu du canton de Besançon-Ouest en 1998, entrant ainsi au conseil général du Doubs. Cumulant deux mandats locaux, il est chargé au sein du conseil municipal de Besançon des relations avec le conseil général.

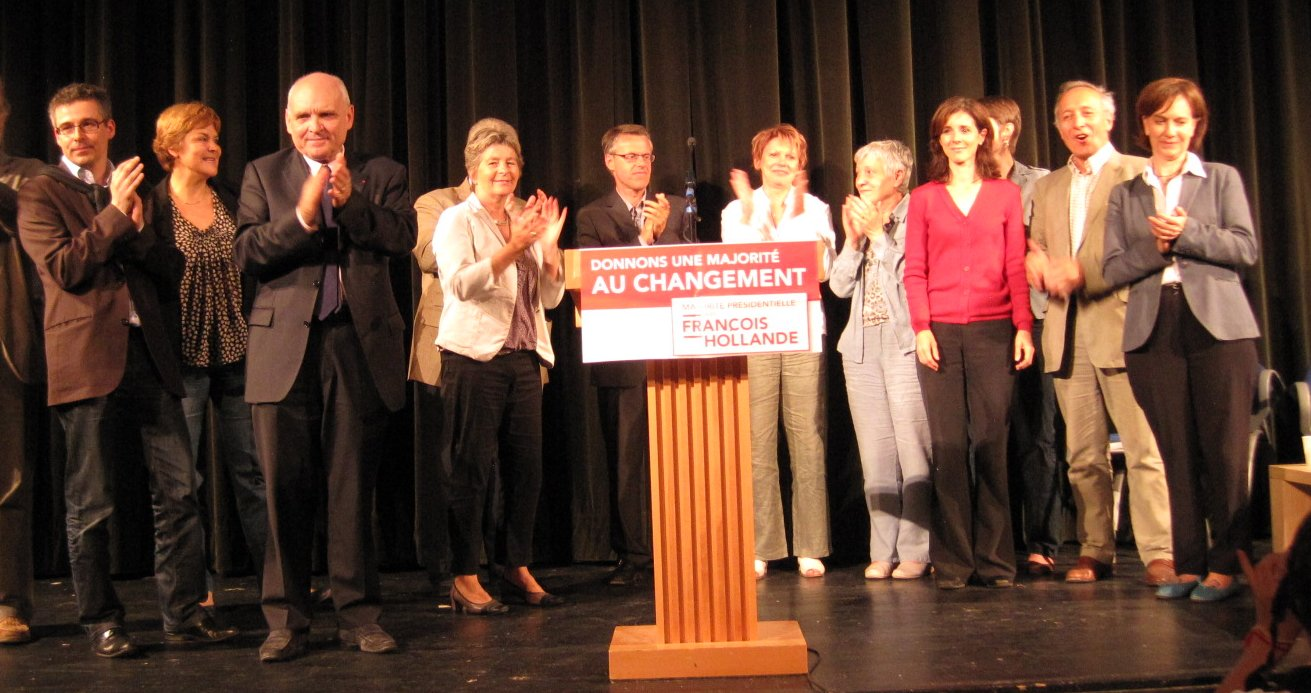
Législatives 2012 dans le Doubs avec : Yves-Michel Dahoui, Dominique Voynet, Claude Jeannerot, Marie-Guite Dufay, Éric Alauzet, Michèle Besançon-de-Wilde, Paulette Guinchard-Kunstler, Barbara Romagnan, Gérard Galliot et Laurence Rossignol.

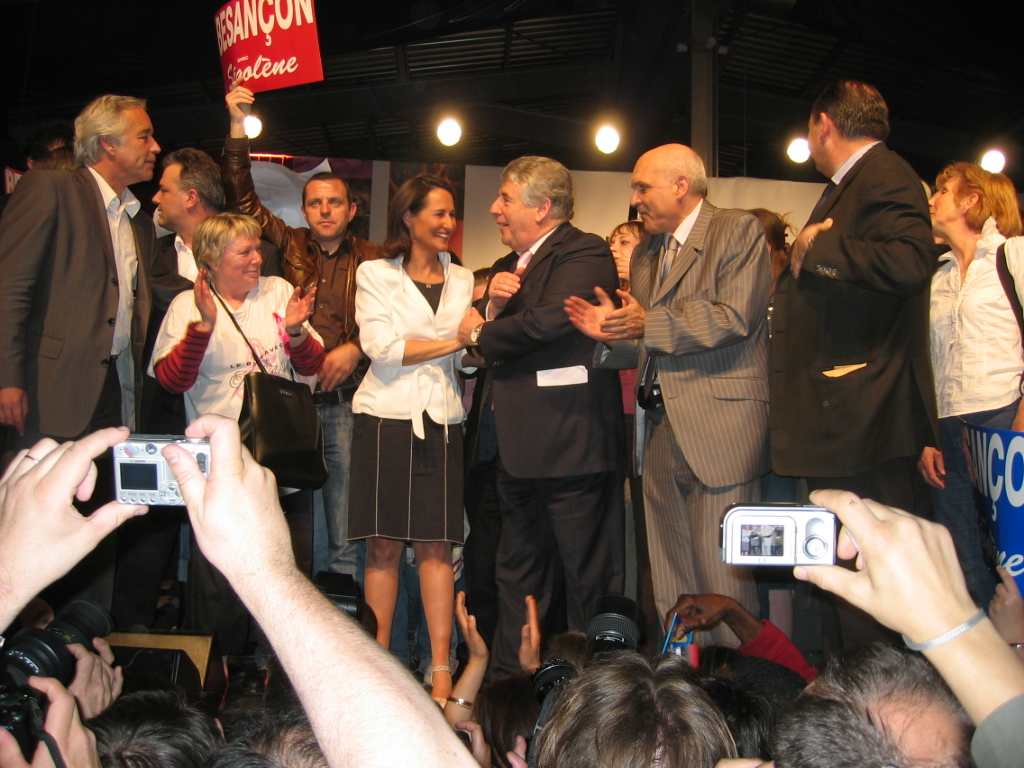
Claude Jeannerot en complet gris à droite du maire de Besançon Jean-Louis Fousseret et de Ségolène Royal (meeting présidentielle 2007 du 12 avril à Besançon).

Le 28 mars 2004, il est réélu au conseil général dont la majorité bascule à gauche, alors que la droite était majoritaire depuis 1913, et lui permet d'en prendre la présidence le 1er avril suivant. Il est réélu à la présidence après les élections cantonales de mars 2008 et mars 2011,, confortant au passage sa majorité, qui passe à 22 conseillers généraux de gauche contre 13 de droite.

#### Mandat national
Le 21 septembre 2008, il est élu sénateur du Doubs au 2e tour de scrutin. Son mandat prend effet le 1er octobre et il devient alors membre.
Il se montre particulièrement engagé à défendre le projet de loi relatif à la sécurisation de l'emploi. Si d'autres élus locaux de son camp telle Barbara Romagnan émettent des réserves notamment quant au sort des femmes travaillant à temps partiel, Claude Jeannerot rend hommage à un texte porteur "d'avancées majeures" et qui se veut "une bonne nouvelle pour le dialogue social.".
Il n'obtient pas l'investiture du PS pour être tête de liste lors des élections sénatoriales de 2014, qui revient à Martial Bourquin.

### Suite de la carrière
En janvier 2015, il est nommé délégué du Gouvernement français au conseil d'administration du Bureau international du travail, en remplacement de Gilles de Robien, mandat qu'il exerce jusqu'en mars 2018. Au conseil des Ministres du 13 avril 2016, il est nommé ambassadeur, chargé des relations sociales à l'International.
Le 29 mars 2015, il est élu conseiller départemental du nouveau canton de Besançon-6, en tandem avec Géraldine Leroy. Le 2 avril suivant, il perd son poste de président. Le nouveau Conseil départemental est présidé par Christine Bouquin. Le 1er juin 2016, il démissionne de son poste de conseiller départemental laissant ainsi son poste à son suppléant Raphaël Krucien.

## Décorations
Il est nommé officier de la Légion d’honneur le 31 décembre 2015.

## Sources
1. ↑  Trombinoscope des élus
2. ↑  « nominations.acteurspublics.com… »(Archive.org • Wikiwix • Archive.is • Google • Que faire ?).
3. ↑  Fabien Dabert, « Résultat des départementales 2021  : les chiffres par canton, par ville, par département », sur journaldunet.com, Linternaute.com, 27 juin 2021 (consulté le 21 mai 2023).
4. ↑  « Claude Jeannerot,  toujours président du Conseil général du Doubs », sur macommune.info (consulté le 9 octobre 2020).
5. ↑  « JEANNEROT Claude », sur senat.fr (consulté le 21 mai 2023).
6. ↑  « Loi sur la sécurisation de l’emploi : ceux qui sont pour et ceux qui le sont moins… », sur macommune.info (consulté le 8 mai 2019)
7. ↑  « Barbara Romagnan "sécurisation emploi" 2 avril 2013 - Vidéo dailymotion », sur Dailymotion (consulté le 8 mai 2019)
8. ↑  « Claude Jeannerot se réjouit de l’accord sur la formation professionnelle », sur macommune.info (consulté le 8 mai 2019)
9. ↑  « Décret du 21 janvier 2015 portant désignation du délégué du Gouvernement français au conseil d'administration du Bureau international du travail - M. JEANNEROT (Claude) », Journal officiel du 22 janvier 2015
10. ↑  "Nicole Notat est nommée à l'OIT " sur le figaro.fr, via AFP, 21 mars 2018.
11. ↑  « Décret du 31 décembre 2015 », 31 décembre 2015 (consulté le 2 janvier 2016)